# Slobeend
De slobeend (Spatula clypeata) is een vogel uit de familie van de eendachtigen (Anatidae). De wetenschappelijke naam van de soort werd als Anas clypeata in 1758 gepubliceerd door Carl Linnaeus. De vogel heeft een groot verspreidingsgebied in Noord-Amerika, noordelijk Azië en Europa (zie kaartje).

## Kenmerken
Beide geslachten hebben een opvallende grote spatelvormige snavel. Het mannetje heeft een groene kop, een witte borst, roodbruine flanken, lichtblauwe voorvleugels en gele ogen. Het vrouwtje is bruin en met een groene vleugelspiegel en blauwe schouders. 

## Leefwijze
De 50 cm lange eend 'ploegt' vaak met zijn brede snavel door het water om er voedsel uit te zeven. Hoewel hij een wat lompe indruk maakt is het een vogel die vaak en graag vliegt. Het voedsel bestaat uit waterplanten en kleine waterdieren.

## Voortplanting
Het legsel bestaat uit zeven tot tien groengele eieren, die door het wijfje gedurende 23 dagen worden bebroed.

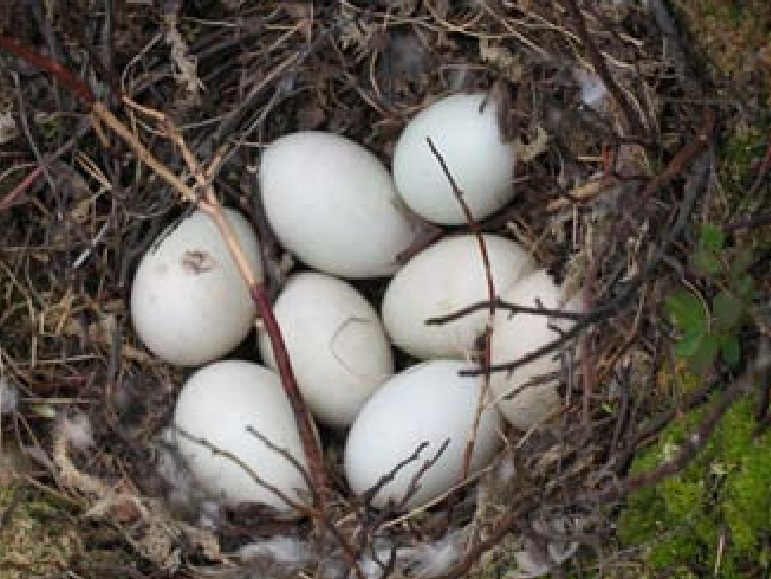
Nest

## Status in Nederland en Vlaanderen
In Nederland is dit plaatselijk een vrij talrijke broedvogel, vooral bij enigszins brak water. Het aantal broedvogels vertoont schommelingen, en het netto resultaat is een significante afname. Volgens SOVON waren er in 2013-2015 circa 6200-7500 broedparen in Nederland. De soort staat als niet bedreigd op de internationale Rode Lijst van de IUCN, maar valt wel onder het AEWA-verdrag. Omdat de afname van de aantallen broedvogels zorgelijk is, werd de soort in 2004 als kwetsbaar op de  Nederlandse Rode Lijst gezet.
Als trekvogel komt de slobeend in vrij groot aantal voor in Nederland; dit aantal neemt toe.
In Bourgoyen-Ossemeersen, een natuurgebied binnen de grenzen van de Belgische stad Gent, verblijft regelmatig meer dan 1% van de Noordwest-Europese populatie van slobeenden. Hoewel er hoogstens 1000 slobeenden in Vlaanderen broeden, staat de soort daar niet op de Vlaamse Rode Lijst.

## Status internationaal
De grootte van de totale populatie is in 2015 geschat op 4,3-4,7 miljoen volwassen vogels. Op de Rode lijst van de IUCN heeft deze soort de status niet bedreigd.

## Afbeeldingen

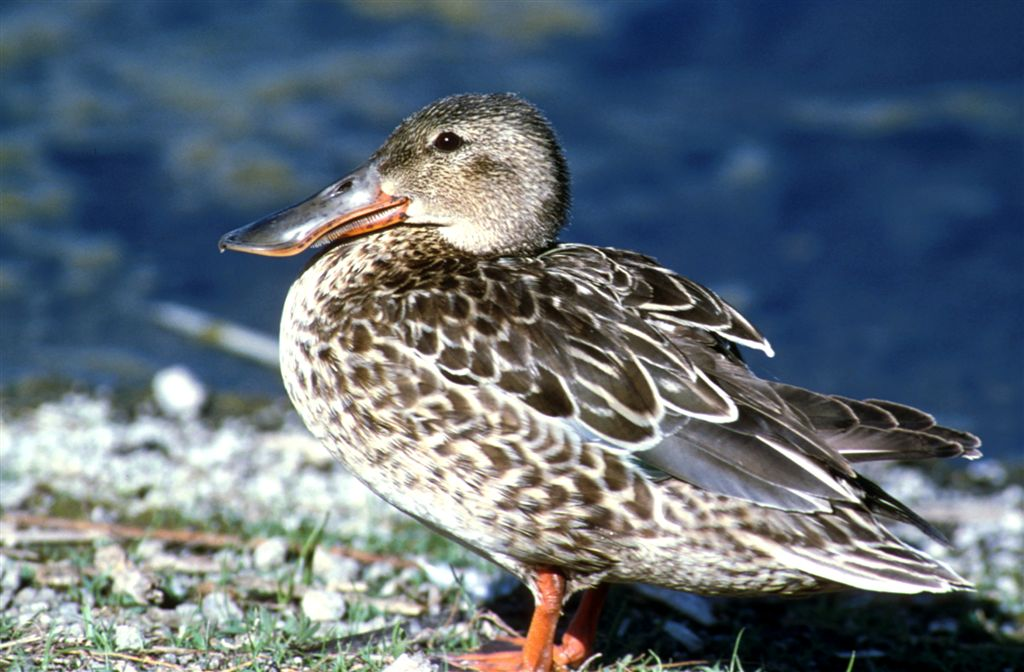
Vrouwtje
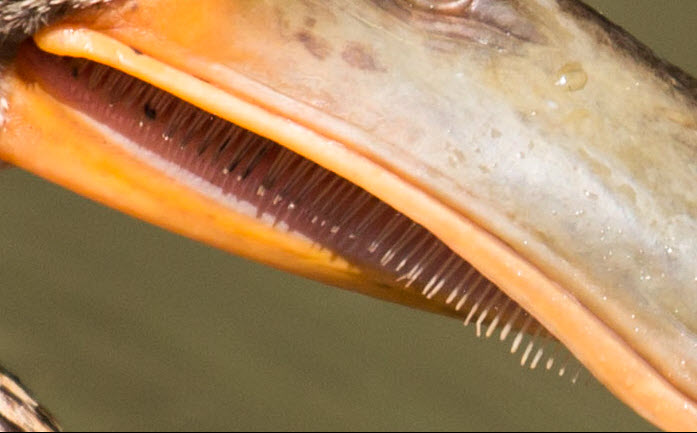
De lamellen in de lepelvormige bek
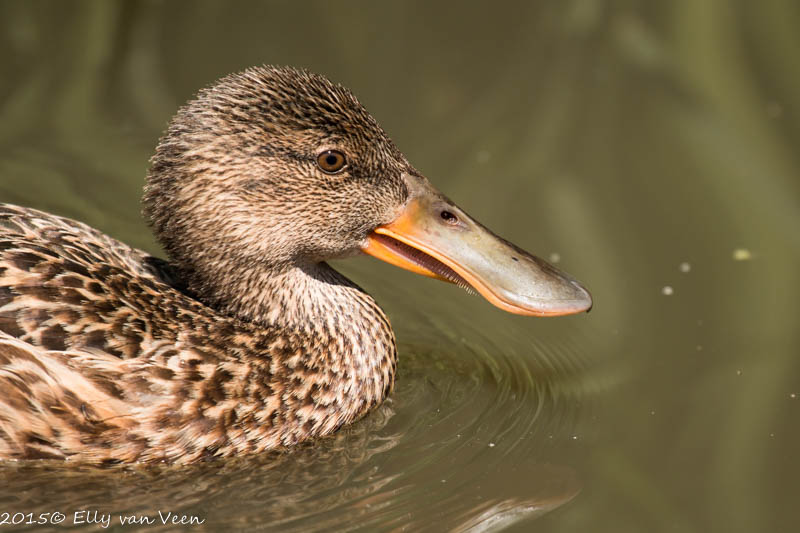
De slobeend met de typisch lepelvormige bek
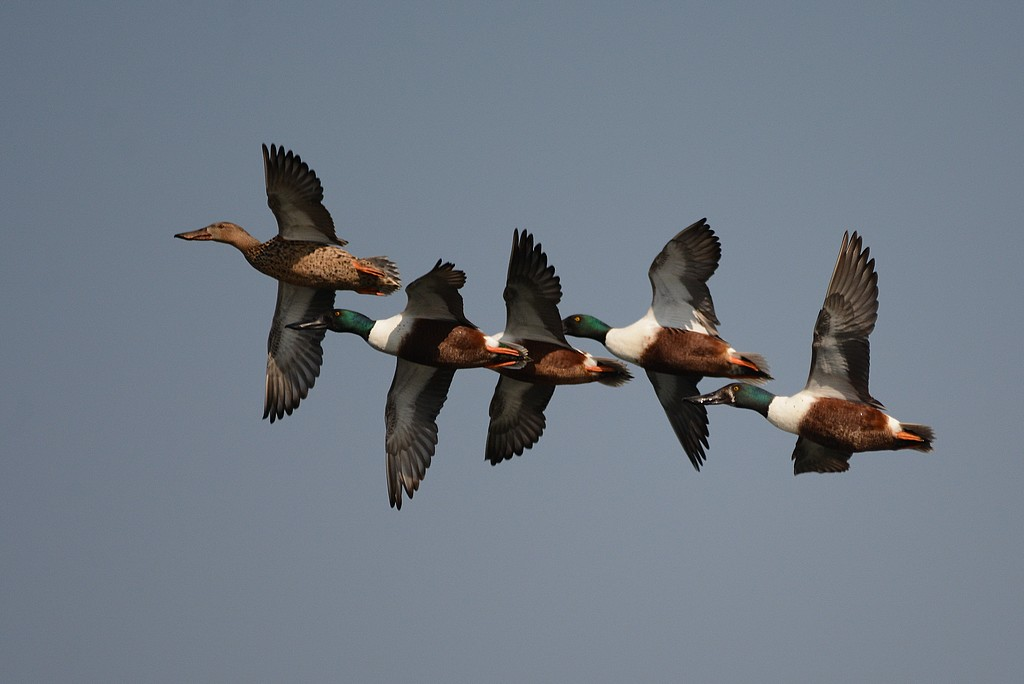
Vliegbeeld